# 11140 Yakedake
11140 Yakedake eller 1997 AP1 är en asteroid i huvudbältet som upptäcktes den 2 januari 1997 av den japanska astronomen Takao Kobayashi vid Ōizumi-observatoriet. Den är uppkallad efter det japanska berget Yakedake.
Den tillhör asteroidgruppen Eos.